# ニック・ハグランド
ニック・ハグランド（Nick Hagglund、1992年9月14日 - ）は、アメリカ合衆国出身のプロサッカー選手。ポジションはDF。メジャーリーグサッカー・FCシンシナティ所属。

## クラブ経歴
2014年MLSスーパードラフトの1巡目(全体10人目)でトロントFCに指名された。4月5日のコロンバス・クルー戦でプロデビュー。9月27日のポートランド・ティンバーズ戦でプロ初ゴールを決めた。
2019年1月、総額30万ドルの金銭トレードでFCシンシナティに加入。

## タイトル

### クラブ
トロントFC
- MLSカップ: 2017
- サポーターズ・シールド: 2017
- イースタン・カンファレンス (プレーオフ): 2016, 2017
- カナディアン・チャンピオンシップ: 2016, 2017
- トリリウム・カップ: 2016, 2017